# 柯永河
柯永河（Yung-ho Ko，1930年—），出生於台灣南投。臺灣大學心理學系名譽教授，研究領域為臨床心理學。畢業於臺灣大學心理學系，赴美進修並取得美國密西根大學臨床心理學博士。
曾任中國心理學會理事長、臺灣大學心理學系系主任、臺灣大學學生輔導中心主任、中華民國心理衛生協會理事長、臺灣臨床心理學會名譽理事長。
柯永河以「柯氏性格量表及習慣理論」，1994年獲頒行政院傑出科學與技術人才獎。

## 學術研究
1960 年柯永河自美國取得碩士學位歸國。他認為心理診斷使用問卷式測驗的效益高，但當時廣泛使用的明尼蘇達多項人格問卷需花費較多時間，於是開始進行問卷式人格測驗的編製工作，並於1964年完成柯式性格量表（Ko＇s Mental Health Questionnaire, KMHQ）的編製，1998年由中國行為科學社出版，期間歷經三次修訂。另外，柯永河也觀察出許多不正常行為是出自於注意活動的偏差，因此編製出「注意力測驗」。
1970年代，開始於台北兒童心理衛生中心參與成人與兒童的心理治療的工作。
柯永河對於心理衛生的定義：「良好習慣多不良習慣少之心態謂之健康，反之亦然」，而發展出「習慣心理學」。

### 量表
1. 《KMHQ 柯氏性格量表》
2. 《HPH 健康、性格、習慣量表》

## 出版書籍
- 《心理治療與衛生 上》，1993年，張老師文化出版，ISBN 957-693-077-4
- 《心理治療與衛生 下》，1993年，張老師文化出版，ISBN 957-693-078-2
- 《習慣心理學（理論篇）》，1994年，張老師文化出版，ISBN 957-693-143-6
- 《習慣心理學（歷史篇）》，1997年，張老師文化出版，ISBN 957-693-333-1
- 《習慣心理學（辨識篇）上》，2001年，張老師文化出版，ISBN 957-693-482-6
- 《習慣心理學（辨識篇）下》，2001年，張老師文化出版，ISBN 957-693-483-4
- 《習慣心理學（應用篇）》，2004年，張老師文化出版，ISBN 957-693-582-2
- 《夢之心理學》，2019年，心靈工坊出版，ISBN 978-986-357-160-5